# Jack Barsky
Pour les articles homonymes, voir Dittrich et Barsky.
 (février 2023).
La mise en forme du texte ne suit pas les recommandations de Wikipédia : il faut le « wikifier ».
Les points d'amélioration suivants sont les cas les plus fréquents. Le détail des points à revoir est peut-être précisé sur la page de discussion.
- Les titres sont pré-formatés par le logiciel. Ils ne sont ni en capitales, ni en gras.
- Le texte ne doit pas être écrit en capitales (les noms de famille non plus), ni en gras, ni en italique, ni en « petit »…
- Le gras n'est utilisé que pour surligner le titre de l'article dans l'introduction, une seule fois.
- L'italique est rarement utilisé : mots en langue étrangère, titres d'œuvres, noms de bateaux, etc.
- Les citations ne sont pas en italique mais en corps de texte normal. Elles sont entourées par des guillemets français : « et ».
- Les listes à puces sont à éviter, des paragraphes rédigés étant largement préférés. Les tableaux sont à réserver à la présentation de données structurées (résultats, etc.).
- Les appels de note de bas de page (petits chiffres en exposant, introduits par l'outil «  Source ») sont à placer entre la fin de phrase et le point final[comme ça].
- Les liens internes (vers d'autres articles de Wikipédia) sont à choisir avec parcimonie. Créez des liens vers des articles approfondissant le sujet. Les termes génériques sans rapport avec le sujet sont à éviter, ainsi que les répétitions de liens vers un même terme.
- Les liens externes sont à placer uniquement dans une section « Liens externes », à la fin de l'article. Ces liens sont à choisir avec parcimonie suivant les règles définies. Si un lien sert de source à l'article, son insertion dans le texte est à faire par les notes de bas de page.
- La présentation des références doit suivre les conventions bibliographiques. Il est recommandé d'utiliser les modèles {{Ouvrage}}, {{Chapitre}}, {{Article}}, {{Lien web}} et/ou {{Bibliographie}}. Le mode d'édition visuel peut mettre en forme automatiquement les références.
- Insérer une infobox (cadre d'informations à droite) n'est pas obligatoire pour parachever la mise en page.

Pour une aide détaillée, merci de consulter Aide:Wikification.
Si vous pensez que ces points ont été résolus, vous pouvez retirer ce bandeau et améliorer la mise en forme d'un autre article.
Jack Philip Barsky, né Albrecht Dittrich le 18 mai 1949, est un auteur germano-américain, informaticien et ancien agent dormant du KGB qui a espionné les États-Unis de 1978 à 1988. Exposé après la guerre froide, Barsky est devenu une ressource pour les agences de contre-espionnage américaines et a été autorisé à rester aux États-Unis. Son autobiographie, Deep Undercover, a été publiée en 2017, et il parle fréquemment de ses expériences et en tant qu'expert en matière d'espionnage.

## Jeunesse
Dittrich est né à Reichenbach, en Haute-Lusace, en Allemagne de l'Est, quelques semaines seulement après la partition de l'Allemagne, et a grandi à Iéna. Son père, instituteur, était un marxiste-léniniste convaincu. Il a également un frère, Günther, qui a trois ans de moins. Quand Dittrich avait 14 ans, il a été envoyé en internat. Peu de temps après, ses parents ont divorcé. Il a obtenu un diplôme en chimie à l'Université d'Iéna.

## Carrière au KGB
En 1969, Dittrich était en terminale à l'Université d'Iéna lorsqu'il fut approché par un membre de la Stasi qui lui demanda s'il était intéressé par un emploi à la succursale Carl Zeiss AG à Iéna. Cela s'est avéré être une ruse, cependant, et on lui a proposé un emploi au KGB. L'année suivante, il étudiait pour un doctorat en chimie et travaillait comme professeur assistant lorsqu'il fut envoyé à Berlin-Est pour plusieurs semaines de formation avec le KGB. On lui a dit que l'Union soviétique n'avait besoin que d'espions volontaires et qu'il était donc libre de refuser l'offre, mais qu'il n'avait que 24 heures pour se décider. Intrigué, il décide de s'engager.
En février 1973, Dittrich annonça à sa famille et à ses amis qu'il devenait diplomate et qu'il quittait l'université pour s'installer à Berlin-Est. Le KGB lui a appris le code Morse, la cryptographie et les techniques pour éviter la surveillance, ainsi que l'anglais. Il a été envoyé à Moscou en 1975, où son anglais a été évalué par une Américaine qui avait épousé un Russe. Il a suivi deux années supplémentaires de formation en Union soviétique.
En 1978, Dittrich est envoyé aux États-Unis en tant "qu'agent dormant". Son pseudonyme, Jack Philip Barsky, a été emprunté à un enfant décédé en 1955 à l'âge de 10 ans, dont les agents du KGB avaient trouvé le nom dans un cimetière juif du Maryland,. On lui a également donné une histoire selon laquelle sa mère était allemande pour expliquer les traces de son accent allemand. Il a dit à sa famille qu'il était en mission de cinq ans au cosmodrome de Baïkonour, une installation top secrète qui abritait le programme spatial soviétique ; il a écrit à l'avance des dizaines de lettres à sa famille qui ont été envoyées périodiquement de Baïkonour.
Dittrich est arrivé à Chicago le 8 octobre 1978, en passant par le Mexique, en utilisant un passeport canadien au nom de William Dyson. Le KGB lui a fourni le certificat de naissance de Barsky et 6 000 $ en espèces. Sa mission était d'obtenir un passeport américain, de s'insérer dans la société américaine, d'établir des contacts avec des groupes de réflexion sur la politique étrangère et de "se rapprocher" du conseiller à la sécurité nationale du président Jimmy Carter, Zbigniew Brzezinski, afin d'influencer la politique.
Dittrich a loué un appartement à New York et a pris l'identité de Jack Barsky. Ses instructions avaient été d'utiliser le certificat de naissance pour obtenir un passeport, mais la bureaucratie s'est avérée plus difficile que le KGB ne l'avait prévu. Il établit d'abord son identité en obtenant une carte de membre au Muséum américain d'histoire naturelle, suivi d'une carte de bibliothèque, d'un permis de conduire et enfin d'une carte de sécurité sociale. Il a travaillé comme messager à vélo et a commencé à fréquenter le Baruch College, étudiant la programmation informatique.
Barsky a découvert que les personnes qui l'ont formé n'avaient pas une compréhension authentique des Américains, et il a d'abord eu du mal avec sa mission. Alors que ses instructions étaient d'infiltrer les cercles politiques et de se rapprocher de Brzezinski, il n'a pas reçu d'instructions précises sur la manière dont il était censé accomplir cela. Il a également appris que même si son anglais était excellent, il était très insistant et argumentatif lorsqu'il traitait avec les gens. Il a été choqué lorsqu'il a été confronté à ce fait par un ami fatigué. Il s'est rendu compte qu'il était essentiellement trop est-allemand pour s'intégrer,.
Barsky recevait des transmissions radio hebdomadaires des Soviétiques et la nuit passait des heures à déchiffrer des messages. Des photos et des documents cachés dans de petits bidons ont été livrés au KGB via des gouttes mortes autour de New York. Ses missions comprenaient le suivi de Nikolai Khokhlov, un transfuge soviétique vivant en Californie et un espion du KGB devenu voyou au Canada, et même la rédaction d'une évaluation de la perception du public américain de la guerre soviéto-afghane. Tous les deux ans, il retournait en Allemagne de l'Est pour trois semaines de vacances et de débriefing, revenant toujours aux États-Unis avec de faux passeports,. En 1984, il a commencé à travailler pour MetLife et a pu fournir aux Soviétiques un code de programmation qui a aidé leurs informaticiens à suivre le rythme de l'Occident,.
Barsky a noté que les Soviétiques dans les années 1980 essayaient de recruter des radicaux de droite comme sources. Il a créé des profils sur les recrues potentielles de droite. Cependant, Barsky n'a jamais appris le résultat de cet effort car des agents distincts étaient responsables de la tentative de recrutement. Barsky a également déclaré : "Beaucoup de radicaux de droite avaient donné des informations aux Soviétiques sous un" faux drapeau", pensant qu'ils travaillaient avec un allié occidental, comme Israël, alors qu'en fait leur contact était un agent du KGB".
Lors du premier voyage de retour de Barsky en Allemagne de l'Est en 1980, il a été autorisé à épouser sa petite amie, une pratique acceptée car le KGB pensait qu'un espion marié avec un conjoint à la maison serait moins susceptible de faire défection. Il s'est remarié aux États-Unis en 1986 après qu'une femme avec qui il sortait, qui était une immigrante clandestine de Guyana, ait eu besoin d'aide pour obtenir une carte verte. Il l'a d'abord épousée en guise de faveur, mais après qu'elle soit tombée enceinte, il a ensuite essayé de faire fonctionner le mariage. Pendant plusieurs années, il a mené une double vie, avec une femme et son fils en Allemagne de l'Est et une femme et sa fille aux États-Unis. Ses deux familles ne se connaissaient pas. Il a réfléchi plus tard qu'il gardait ses deux identités séparées dans son esprit. Il a déclaré à Der Spiegel en 2015 : "J'ai bien réussi à séparer les deux. Barsky n'avait rien à voir avec Dittrich et Dittrich n'était pas responsable de Barsky".

## Sortir de l'espionnage
En décembre 1988, alors que Barsky vivait dans le Queens, le KGB croyait apparemment que sa couverture avait été compromise. Il a été alerté alors qu'il se rendait au travail lorsqu'il a vu une petite éclaboussure de peinture rouge sur le quai du métro . La peinture rouge était un signal prédéfini de la plus haute urgence, lui ordonnant de se présenter immédiatement à l'ambassade soviétique au Canada pour retourner en Allemagne de l'Est . Préoccupé par le bien-être de sa petite fille, Barsky a décidé qu'il ne pouvait pas revenir. Il l'a ignoré pendant plusieurs mois, jusqu'à ce qu'un autre agent du KGB le rencontre dans le métro et lui dise tranquillement qu'il devait suivre les ordres ou il finirait mort . Il a faussement dit à ses maîtres qu'il avait contracté le VIH et qu'il devait rester aux États-Unis pour se faire soigner, s'appuyant sur la crainte du KGB que le VIH / sida ne se propage en Union soviétique. Il leur a promis qu'il ne ferait jamais défaut,. Soit ils ont accepté son mensonge, soit ils ont été incapables de l'extraire.
Pendant ce temps, le KGB aurait dit à sa femme allemande, qui savait qu'il était un espion, qu'il était mort. Elle a signalé sa disparition et a ensuite demandé le divorce. Sa mère, qui l'a vu pour la dernière fois en 1986, croyait vraiment qu'il avait disparu en Union soviétique. Pendant des années, elle le chercha désespérément, contactant les ambassades allemandes à Moscou et écrivant même au dirigeant soviétique Mikhaïl Gorbatchev. En 1996, les enquêteurs du ministère allemand des Affaires étrangères ont déterminé que l'histoire qu'il avait racontée à sa mère était un mensonge. Le projet à Baïkonour sur lequel il prétendait travailler depuis de nombreuses années s'est terminé en 1978. Sa mère a été diagnostiquée avec la maladie de Parkinson et est décédée sans connaître la vérité.
En 1989 survient la chute du mur de Berlin, suivie de l'effondrement de l'Union soviétique deux ans plus tard. En 1992, un transfuge du KGB en Grande-Bretagne nommé Vasili Mitrokhin a fourni des informations au MI6 sur les opérations d'espionnage soviétiques à travers le monde, y compris le nom "Barsky" aux États-Unis.
Le FBI a localisé Barsky en 1994 et l'a observé pendant trois ans, mettant sa maison sur écoute et achetant même la maison à côté de la sienne en Pennsylvanie. Un agent du FBI s'est installé dans la maison voisine et a surveillé chaque mouvement de Barsky pour déterminer s'il était ou non toujours un agent actif dans une cellule dormante. Le FBI a contacté les parents âgés du vrai Jack Barsky, décédé enfant en 1955, de peur qu'ils ne découvrent que l'identité de leur fils décédé avait été volée et alerte les autorités locales. Bien que contrariés, les Barsky ont accepté de ne pas divulguer l'information.
L'enquête du FBI s'est rapidement intensifiée lorsqu'un jour de 1997, lors d'une bagarre avec sa future ex-femme enregistrée par le FBI, Barsky a avoué qu'il était en fait un espion. Peu de temps après, Barsky a été arrêté par la police alors qu'il rentrait du travail et placé sous la garde du FBI. Lors de son interrogatoire, Barsky a rapidement avoué sa véritable identité et qu'il avait cessé d'espionner en 1988. Il a partagé sa connaissance de la formation d'espionnage du KGB et du modus operandi des agents dormants russes. Le FBI a déterminé qu'il n'était plus un espion actif et l'a trouvé comme une source précieuse d'informations sur les techniques d'espionnage. Il n'a jamais été accusé d'aucun crime.

## Activités post-guerre froide
Depuis sa révélation, Barsky a révélé la vérité sur sa vie et ses activités à sa famille, tant aux États-Unis qu'en Allemagne. Il a aidé le FBI et la NSA, et en 2014 est devenu citoyen américain. Barsky a continué à travailler dans l'informatique et a été le directeur de l'information pour les systèmes énergétiques, et en 2011 a rejoint le New York Independent System Operator en tant que directeur des technologies logicielles dans le nord de l'État de New York,,. Il n'a pas parlé de son passé à son employeur lorsqu'il a été embauché, et il a été licencié en 2015 après avoir partagé son histoire sur 60 Minutes. On ne sait pas si le FBI l'a aidé à obtenir le poste à la grille, qui a une vérification des antécédents très stricte.
Barsky a publié un livre en 2017 sur ses expériences, "Deep Undercover: My Secret Life and Tangled Allegiances as a KGB Spy in America".
Barsky est apparu sur CNN en tant qu'expert en espionnage, commentant l'ingérence russe dans les élections américaines de 2016, et les interactions de l'ambassadeur Sergey Kislyak avec les associés de Donald Trump.
Barsky est également apparu sur la chaîne YouTube d'Insider Inc. jugeant le réalisme de la représentation des espions dans les films.

## Vie privée

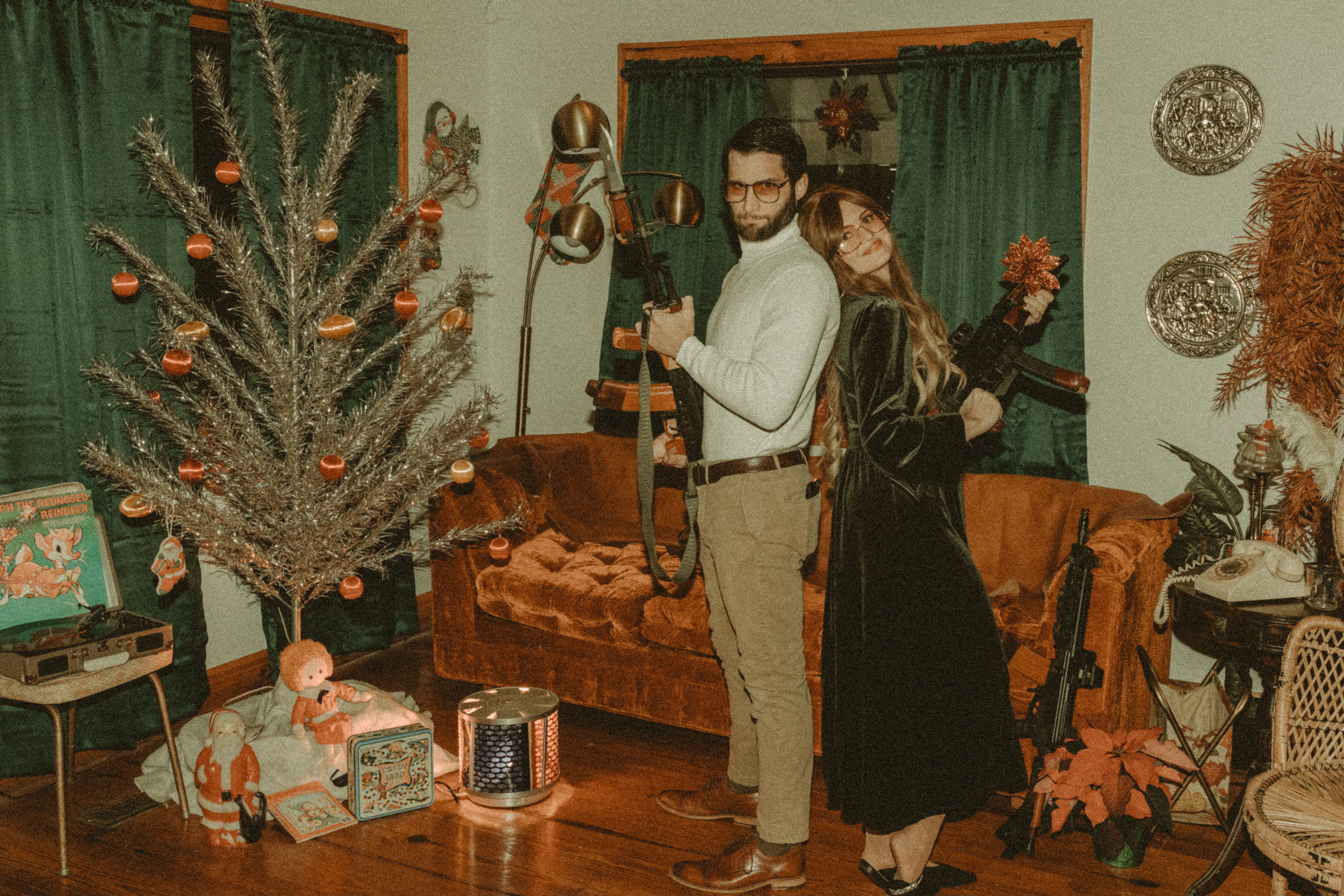
Jack Barsky avec Gerlinde.

Barsky s'est marié trois fois. D'abord, sous le nom d'Albrecht Dittrich, il épousa Gerlinde, avec qui il eut un fils, Matthias Dittrich, né en 1981. Alors qu'il vivait sous le nom de Jack Barsky, il a épousé Penelope, une immigrante de Guyana, lorsqu'elle est tombée enceinte en 1986. Ils ont eu une fille, Chelsea, née en 1987, suivie d'un fils, Jessie. Lorsque sa fille (qui s'appelle maintenant Chelsea Dittrich) avait 21 ans, elle a commencé la recherche pour trouver et rencontrer la famille de son demi-frère en Allemagne. Il est devenu chrétien après avoir rencontré sa troisième épouse, Shawna, une fervente chrétienne de la Jamaïque. Pendant de nombreuses années, elle a pensé que l'histoire qu'il lui avait confiée d'avoir été un jour un espion était un fantasme. Il a maintenant une bonne relation avec son fils aîné, Matthias, et à travers lui a une petite-fille, Marlena.
Barsky a vécu à Schaghticoke (New York) jusqu'en 2016. Il réside maintenant près d'Atlanta, en Géorgie, avec Shawna et leur fille, Trinity, née en 2010. L'agent du FBI qui vivait à côté et l'a interrogé après sa détention est devenu un ami proche et le parrain de Trinity.